# Estación de Darque
La Estación Ferroviaria de Darque, igualmente conocida como Estación de Darque, es una plataforma de la línea del Miño, que sirve a la parroquia de Darque, en Portugal.

## Características
En 2010, presentaba tres vías de circulación, con 310, 270 y 523 metros de longitud; las dos plataformas tienen 40 centímetros de altura y 157 y 153 metros de extensión.
En marzo de 2011, esta plataforma era utilizada por servicios Regionales de la operadora Comboios de Portugal.